# جیمز آترتون (بازیکن فوتبال، زاده ۱۸۷۵)
جیمز آترتون (انگلیسی: James Atherton؛ 1875 – ۱۹۲۳ (۴۷−۴۸ سال)) بازیکن فوتبال بود.
از باشگاه‌هایی که در آن بازی کرده‌است می‌توان به باشگاه فوتبال ساوتپورت اشاره کرد.